# Corinthia Hotels International
Corinthia Hotels International mit Sitz in Malta ist ein Betreiber von Hotels im Luxussegment (5-Sterne-Superior) in Europa, Afrika und im Nahen Osten. 

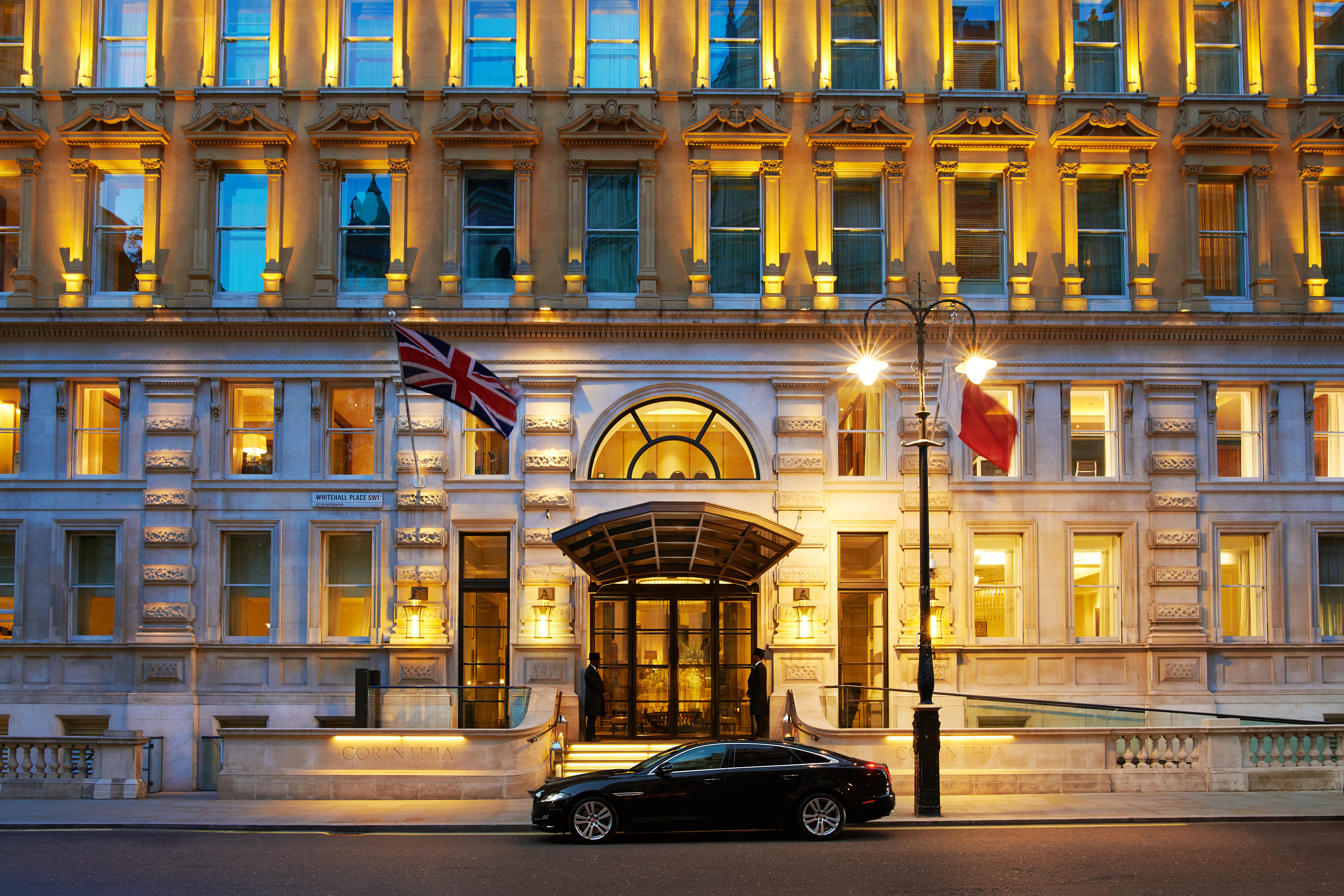
Corinthia Hotel in London

## Geschichte
Das 1962 von dem Unternehmer Alfred Pisani und seiner Familie in Malta gegründete erste Hotel, das Corinthia Palace Hotel & Spa in Attard, wurde zunächst als Restaurant eröffnet und später zu einem Hotel ausgebaut. Pisani ist seit der Gründung des Unternehmens Vorsitzender. Corinthia verfügt über Hotels an Standorten wie London, Budapest, Prag, Sankt Petersburg, Lissabon, Malta, Khartoum und Tripolis. Projekte unter der Marke Corinthia Hotels werden aktuell in Städten wie Brüssel, Dubai und Bukarest entwickelt.